# Brandisia hancei
Brandisia hancei är en tvåhjärtbladig växtart som beskrevs av Joseph Dalton Hooker. Brandisia hancei ingår i släktet Brandisia och familjen Paulowniaceae. Inga underarter finns listade i Catalogue of Life.